# Bahnstrecke Welkenraedt–Raeren

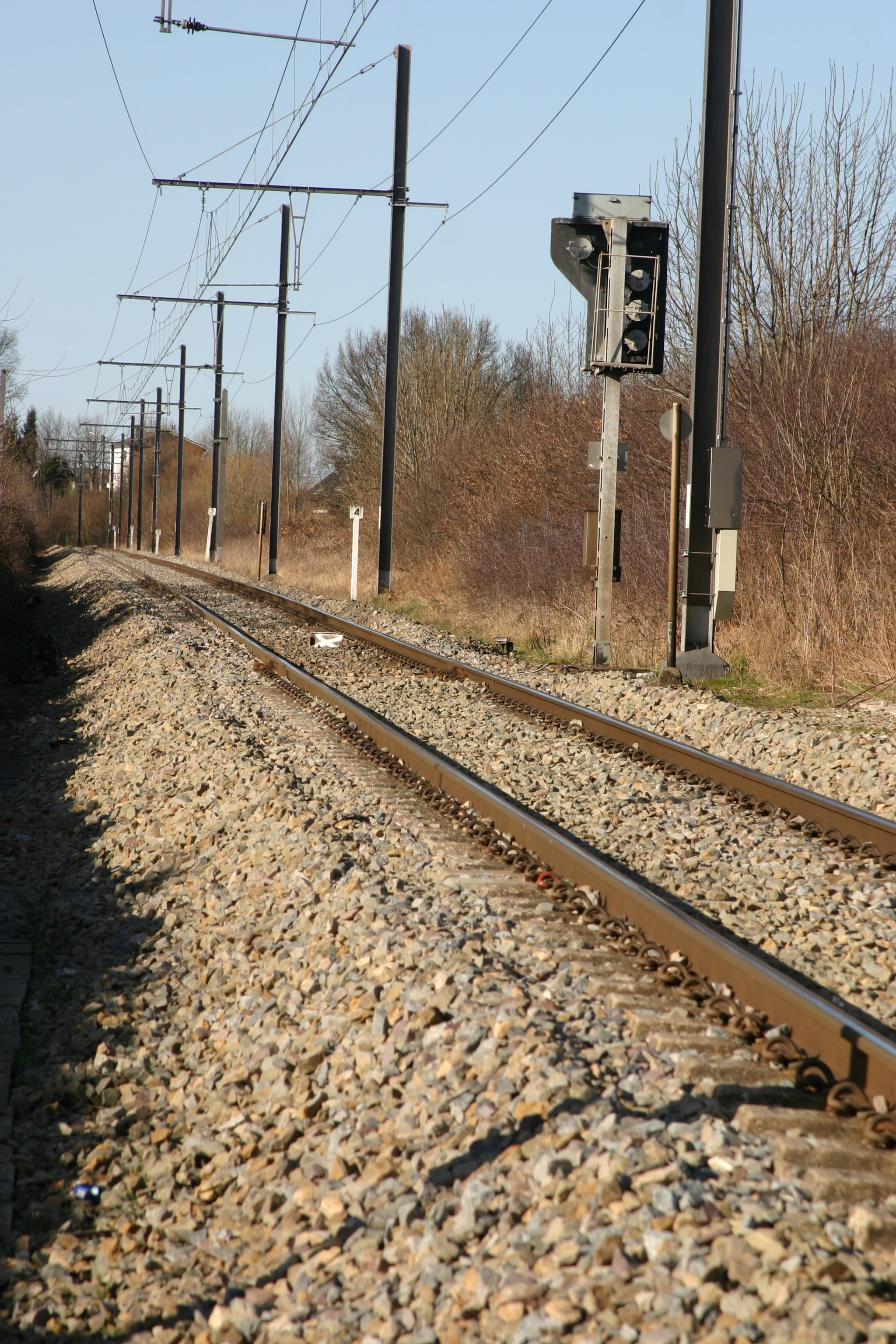
Bahnstrecke Richtung Eupen

| |                                                  |                                          |                                          |
| Streckennummer: | L 49                                             |                                          |                                          |
| Streckenlänge: | 14,0 km                                          |                                          |                                          |
| Spurweite: | 1435 mm (Normalspur)                             |                                          |                                          |
| Stromsystem: | Welkenraedt–Eupen: 3 kV =                        |                                          |                                          |
| Streckengeschwindigkeit: | Welkenraedt–Eupen: 90 km/h Eupen-Raeren: 40 km/h |                                          |                                          |
| |                                                  |                                          |                                          |
| \| \| \| von Liège-Guillemins (L 37) \| \| \| \| \| von Montzen (L 39) \| \| \| \| 0 \| Welkenraedt \| Welkenraedt \| \| \| \| ehemalige Grenze Deutsches Reich/Belgien \| \| \| \| \| Herbesthal \| \| \| \| 1,9 \| nach Aachen Hbf (L 37) \| nach Aachen Hbf (L 37) \| \| \| 5,9 \| Eupen \| Eupen \| \| \| 7,9 \| zur Wesertalsperre (L 49A) \| zur Wesertalsperre (L 49A) \| \| \| \| Raeren-Rott \| \| \| \| \| nach Monschau (L 48) \| \| \| \| 14,0 \| Raeren \| Raeren \| \| \| \| von Aachen und Stolberg (L 48) \| \| \| \| \| \| \| \| Quellen: [1] \| \| \| \| |                                                  |                                          |                                          |
| Strecke |                                                  | von Liège-Guillemins (L 37)              | von Liège-Guillemins (L 37)              |
| Abzweig geradeaus und von links |                                                  | von Montzen (L 39)                       | von Montzen (L 39)                       |
| Bahnhof | 0                                                | Welkenraedt                              | Welkenraedt                              |
| ehemalige Grenze |                                                  | ehemalige Grenze Deutsches Reich/Belgien | ehemalige Grenze Deutsches Reich/Belgien |
| ehemaliger Bahnhof |                                                  | Herbesthal                               | Herbesthal                               |
| Abzweig geradeaus und nach links | 1,9                                              | nach Aachen Hbf (L 37)                   | nach Aachen Hbf (L 37)                   |
| Bahnhof | 5,9                                              | Eupen                                    | Eupen                                    |
| Abzweig geradeaus und ehemals von rechts | 7,9                                              | zur Wesertalsperre (L 49A)               | zur Wesertalsperre (L 49A)               |
| ehemaliger Haltepunkt / Haltestelle |                                                  | Raeren-Rott                              | Raeren-Rott                              |
| Abzweig geradeaus, ehemals nach rechts und ehemals von rechts |                                                  | nach Monschau (L 48)                     | nach Monschau (L 48)                     |
| ehemaliger Bahnhof | 14,0                                             | Raeren                                   | Raeren                                   |
| Strecke |                                                  | von Aachen und Stolberg (L 48)           | von Aachen und Stolberg (L 48)           |
| |                                                  |                                          |                                          |
| Quellen: |                                                  |                                          |                                          |

Die Bahnstrecke Welkenraedt–Raeren ist eine 14 km lange Nebenbahn in der Provinz Lüttich in Belgien, die die Städte Welkenraedt, Eupen und Raeren verbindet. Heute wird die Strecke von Infrabel betrieben und zwischen Welkenraedt und Eupen von IC 01-Zügen der Nationalen Gesellschaft der Belgischen Eisenbahnen befahren. Der Abschnitt Eupen–Raeren wird zurzeit nur für gelegentliche Überführungsfahrten zu einem in Raeren ansässigen Lokomotivhändler genutzt.

## Geschichte

### Errichtung durch die Rheinische Eisenbahn-Gesellschaft und die Preußischen Staatseisenbahnen
Seit dem 15. Oktober 1843 besteht eine Eisenbahnverbindung zwischen Köln und Antwerpen, die auf deutscher Seite durch die Rheinische Eisenbahn-Gesellschaft betrieben wurde. Um die Stadt Eupen an diese Bahnlinie anzuschließen, errichtete die Rheinische Eisenbahn-Gesellschaft eine am damaligen Grenzbahnhof Herbesthal von der Strecke Lüttich–Aachen abzweigende Stichstrecke. Die Eröffnung fand am 1. März 1864 statt. Diese Bahnstrecke wurde 1880 im Zuge der Eisenbahnpolitik Otto von Bismarcks verstaatlicht und war fortan im Besitz der Preußischen Staatseisenbahnen. Die Verlängerung der Bahnstrecke über Eupen hinaus bis Raeren erfolgte im Zuge der Errichtung der Vennbahn, einer Nord-Süd-Verbindung von Aachen-Rothe Erde bis Ulflingen. Nachdem das Teilstück der Vennbahn von Aachen über Walheim und Raeren nach Monschau am 30. Juni 1885 eröffnet wurde, wurde am 3. August 1887 der Streckenabschnitt Eupen-Raeren in Betrieb genommen. Seitdem gab es durchgehenden Zugverkehr von Welkenraedt über Raeren nach Aachen und ab 1889 über die Bahnstrecke Stolberg–Walheim auch durchgehende Verkehre von Welkenraedt über Raeren nach Stolberg.

### Abtretung an Belgien und Einstellung des Personenverkehrs
Der nach dem Ersten Weltkrieg aufgesetzte Versailler Vertrag hatte Änderungen im deutsch-belgischen Grenzverlauf zur Folge. Die vorher durch Herbesthal verlaufende Grenze wurde nun nach Osten verlegt und schneidet seither die Bahnstrecke Lüttich–Aachen zwischen Buschtunnel und Hergenrath. Die Bahnstrecke Welkenraedt–Eupen–Raeren liegt nun vollständig auf belgischem Gebiet; auch die Vennbahn, die sich am östlichen Ende der Bahnstrecke anschließt, wurde Belgien zugesprochen.
Ähnlich wie auf der Vennbahn und der Bahnstrecke Stolberg–Walheim wurde der Personenverkehr um 1960 eingestellt. Auf der Bahnstrecke Herbesthal–Eupen–Raeren geschah dies am 28. März 1959. Der Güterverkehr bestand jedoch fort, insbesondere Sendungen mit Lademaßüberschreitung wurden über die Bahnstrecke geleitet, da diese den Gemmenicher Tunnel an der Bahnstrecke Aachen–Tongeren nicht passieren konnten. Mit der Inbetriebnahme eines dritten Gleises in der Mitte der Gemmenicher Tunnels im Jahr 1991 wurde die Streckenführung über Eupen schließlich überflüssig.

### Wiederaufnahme des Personenverkehrs zwischen Welkenraedt und Eupen und heutiger Betrieb
Anfang der 1980er-Jahre wurde der Abschnitt von Herbesthal nach Eupen mit dem in Belgien üblichen Gleichstrom mit einer Spannung von 3 kV elektrifiziert. Seit dem 27. Juni 1984 findet wieder Personenverkehr bis Eupen statt, indem vorher in Welkenraedt endende Züge bis Eupen durchgebunden werden. Eupen wird von der Intercity-Linie 01 bedient, die Eupen im Stundentakt mit Ostende verbindet und aus Lokomotiven der Reihe 18 mit I11-Wagen oder M6-Wagen gebildet wird.
Ab dem 2. Juni 1990 fanden zwischen Eupen und Raeren historische Sonderfahrten des Belgische Vennbahn V.o.E. statt, die mit Diesellokomotiven der NMBS/SNCB und mit einer Dampflokomotive der Baureihe 50 durchgeführt wurden. Aufgrund finanzieller Probleme des Vereins mussten diese 2002 wieder eingestellt werden.

### Reaktivierungsbemühungen für den Abschnitt Eupen–Raeren

Karte der aktuellen Bahnstrecken im deutsch-belgischen Grenzland

Der Abschnitt zwischen Eupen und Raeren wird heute nur noch für gelegentliche Überführungs- oder Personalschulungsfahrten genutzt. Eine Reaktivierung dieses Abschnitts wird seit etwa 2000 diskutiert. Zwischen Stolberg Hbf und der deutsch-belgischen Landesgrenze befinden sich ebenfalls noch reaktivierbare Gleisanlagen, die im Besitz der EVS Euregio Verkehrsschienennetz stehen und von Stolberg Hbf bis zum Haltepunkt Stolberg-Altstadt durch die Euregiobahn genutzt werden, die bei Sonderfahrten bis Breinig verkehrt. Zwischen Breinig und der Landesgrenze erfolgt die Instandhaltung durch die Museumsbahn Eisenbahnfreunde Grenzland. Bei Reaktivierung des Abschnitts Eupen–Raeren könnte also eine durchgängige Schienenverbindung von Stolberg über Walheim, Raeren und Eupen nach Welkenraedt hergestellt werden. Eine solche Verbindung besitzt unterschiedliche Anwendungsszenarien: als Güterumgehungsbahn könnten Güterzüge aus Richtung Köln nach Belgien gelangen, ohne die Aachener Innenstadt mit Aachen Hbf passieren zu müssen. Züge der Euregiobahn könnten bis Eupen verkehren, ebenso sind grenzüberschreitende touristische Verkehre mit den in Walheim und Raeren beheimateten Fahrzeugen der Eisenbahnfreunde Grenzland möglich.
Am 10. Mai 2001 wurde eine Sanierung der Bahnstrecke durchgeführt. Im Mai 2002 führten die Stadt Eupen, die Deutsche Bahn und die RWTH Aachen gemeinsam eine Fahrgastumfrage in den Bussen zwischen Aachen und Eupen zur möglichen Reaktivierung der Bahnstrecke durch. Im Jahr 2008 wurden im Bahnhof Raeren einige Gleise erneuert. Die belgische Tageszeitung Grenz-Echo berichtete im April 2009, dass sich der Abschnitt Eupen–Raeren generell in gutem Zustand befinde. Für eine Reaktivierung muss zunächst auf deutscher Seite das Falkenbachviadukt der Bahnstrecke Stolberg–Walheim betriebsfähig hergerichtet werden. Das Rüstbachviadukt wurde im Jahr 2019 erneuert. Die weiteren notwendigen Arbeiten sind von der EVS bis zum Dezember 2023 geplant[veraltet]. Die belgischen Eisenbahnen ziehen in Betracht, diese Strecke im Güterverkehr nach Köln zur Umgehung des Knotens Aachen zu nutzen. Die Pläne dazu sind jedoch über reine Absichtserklärungen nicht hinausgekommen.

## Streckenbeschreibung

### Bahnhof Welkenraedt

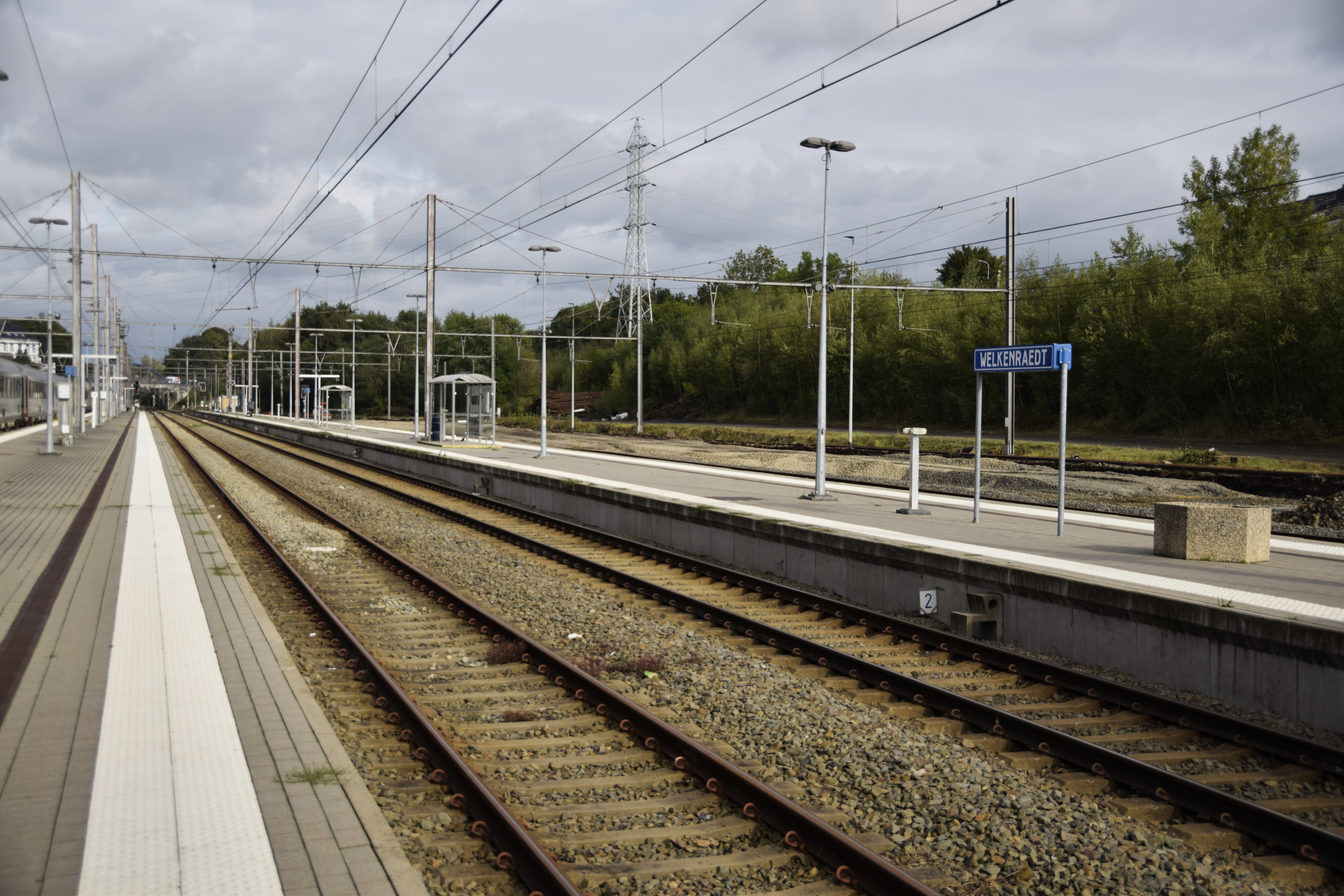
Gleisanlagen des Bahnhofs Welkenraedt

Der Bahnhof Welkenrath wird für den Verkehr an der Bahnstrecke Liège–Aachen in Richtung Aachen und für den Verkehr in Richtung Eupen genutzt. Er ist der wichtigste Bahnhof Ostbelgiens und besitzt einen Seitenbahnsteig am Empfangsgebäude und zwei Mittelbahnsteige. Sowohl an der Nord- als auch an der Südseite des Bahnhofs befinden sich Gleisanlagen zur Abstellung von Schienenfahrzeugen. Welkenraedt verfügt über einen täglich besetzten Fahrkartenschalter, außerdem gibt es einen Service für Personen mit Rollstuhl. Rund um das Empfangsgebäude sind kostenlose Parkplätze vorhanden. Der Bahnhof ist an den Busverkehr angebunden, es gibt Verbindungen nach Eupen, Kelmis und Verviers.
| Linie  | Verlauf | Takt Mo–Fr | Takt Sa, So |
| ------ | --- | ---------- | ----------- |
| IC 01  | Eupen – Welkenraedt – Verviers-Central – Liège-Guillemins – Leuven – Brüssel-Nord – Brüssel-Central – Brüssel-Süd – Gent-Sint-Pieters – Brugge – Oostende | 60 min     | 60 min      |
| IC 12  | Kortrijk – Gent-Sint-Pieters – Brüssel-Süd – Brüssel-Central – Brüssel-Nord – Leuven – Liège-Guillemins – Verviers-Central – Welkenraedt                  | 60 min     | –           |
| S 41   | Liège-Saint-Lambert – Liège-Guillemins – Pepinster – Verviers-Central – Welkenraedt –Hergenrath – Aachen Hbf                                              | 60 min     | 60 min      |
| P 7450 | Welkenraedt – Verviers-Central – Liège-Guillemins – Herstal                                                                                               | HVZ        | –           |
| P 8450 | Welkenraedt – Verviers-Central – Liège-Guillemins – Herstal                                                                                               | HVZ        | –           |

### Bahnhof Herbesthal

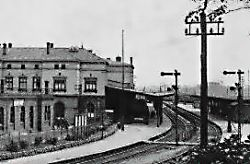
Bahnhof Herbesthal um 1900

Unmittelbar hinter dem ehemaligen Bahnhof Herbesthal zweigt die Bahnstrecke Welkenraedt-Eupen von der Bahnstrecke Lüttich–Aachen ab. Der Bahnhof Herbesthal war seit Juli 1843 in Betrieb und wurde von Zügen aus Richtung Verviers angefahren, der durch den Lückenschluss der Eisenbahnverbindung Köln-Amsterdam im Oktober 1843 zum ersten Grenzbahnhof Europas wurde. Für den Anschluss der Bahnstrecke Welkenraedt-Eupen wurden die Bahnanlagen in Herbesthal erweitert und ein Bahnbetriebswerk errichtet. 1889 wurden ein neues Empfangsgebäude erstellt und ein Ringlokschuppen gebaut. Als der Grenzverlauf 1920 als Folge des Versailler Vertrags nach Osten verschoben wurde, behielt Herbesthal seine Funktion als Grenzbahnhof zunächst bei. Als die Bahnstrecke Liège–Aachen in den 1960er-Jahren elektrifiziert wurde, entschied man sich, die Systemtrennstelle in Aachen Hauptbahnhof einzurichten. Somit wurde der Bahnhof Herbesthal für den Bahnbetrieb überflüssig und zum 7. August 1966 geschlossen. Seine Funktionen als belgischer Grenzbahnhof übernahm der Bahnhof Welkenraedt.

### Bahnhof Eupen

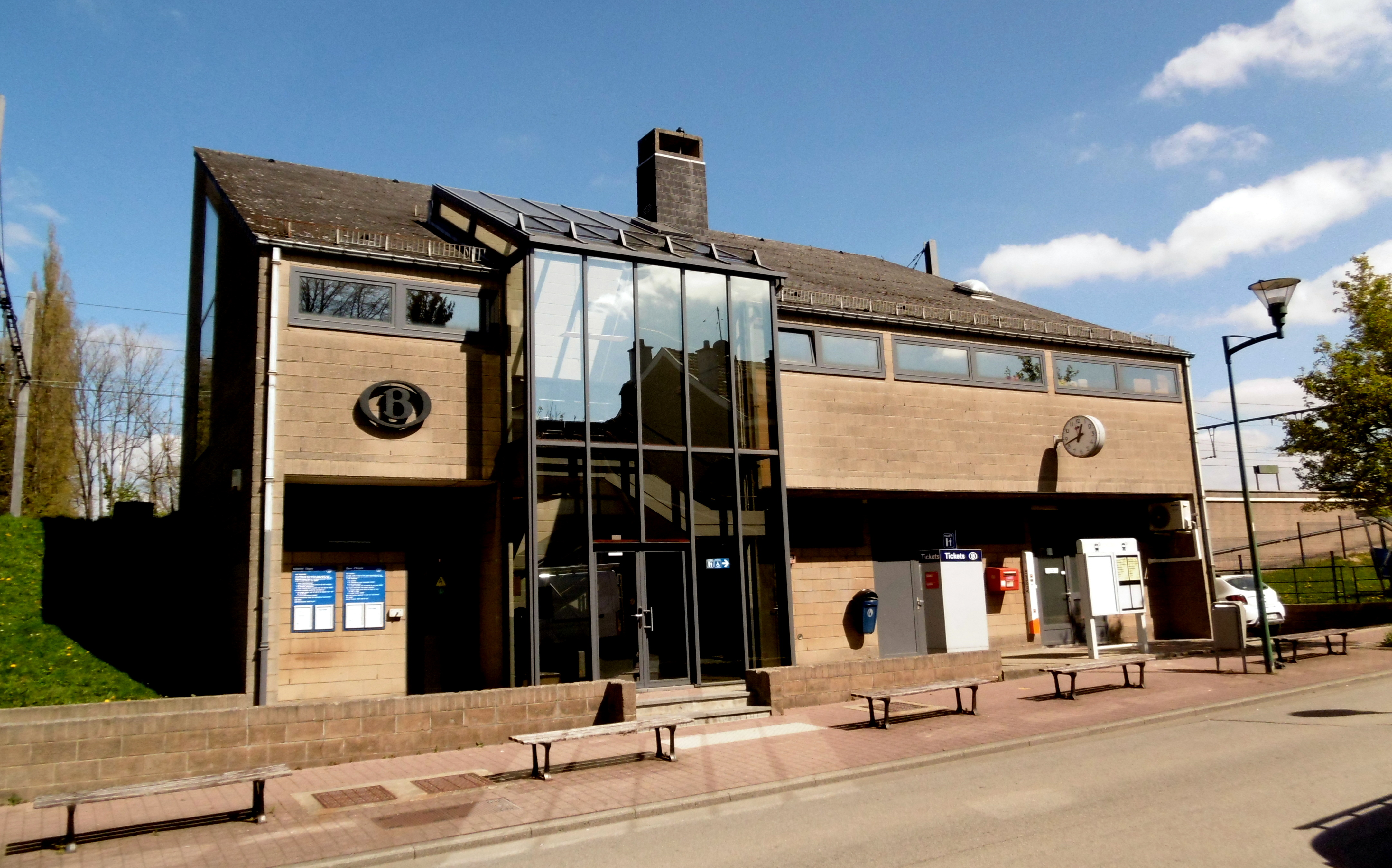
Bahnhofsgebäude von Eupen

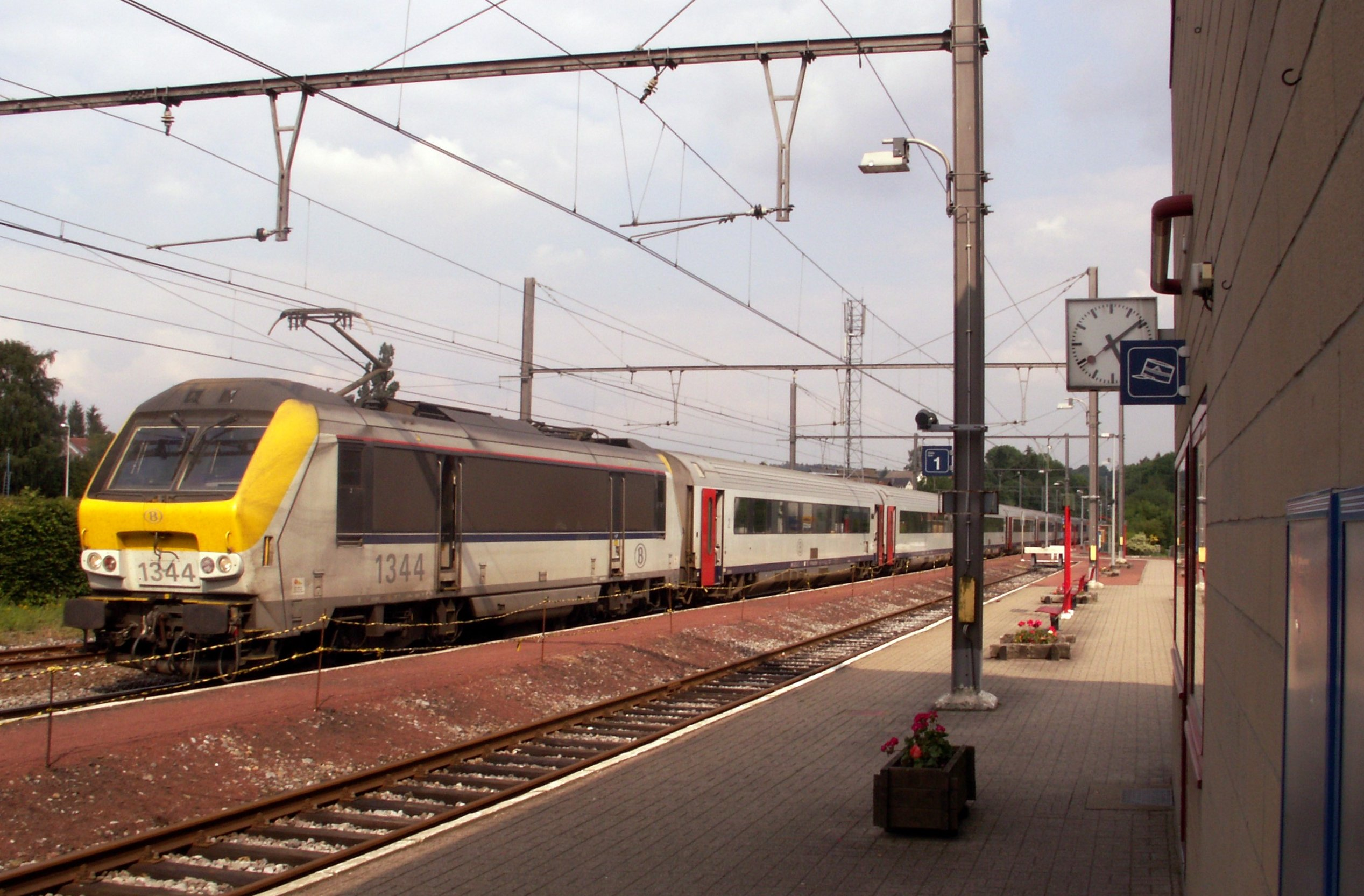
IC A (heute: IC 01) in Eupen, 2007

Der Bahnhof Eupen wurde 1864 mit einem eigenen Empfangsgebäude eröffnet, blieb aber nicht lange an seinem ursprünglichen Ort: Mit Verlängerung der Bahnstrecke nach Raeren 1887 musste ein neuer Bahnhof mit neuem Empfangsgebäude errichtet werden, da die Lage des ersten Bahnhofs mit der Streckenführung nicht vereinbar war. Nach der Einstellung des Personenverkehrs 1959 stand das Bahnhofsgebäude leer und wurde schließlich 1973 abgerissen. Mit der Wiederaufnahme des Personenverkehrs in Eupen wurde 1984 ein neues Empfangsgebäude errichtet. Dieses Empfangsgebäude verfügte bis 2021 über einen täglich besetzten Fahrkartenschalter.
Seit 2019 wurde der Bahnhof um einen Bahnsteig mit einer Höhe von 75 cm erweitert, zudem ist das Stumpfgleis zugunsten einer Unterführung entfallen und ein Pendlerparkplatz entstanden; eine geplante Verlängerung des IC 12 aus Kortrijk von Welkenraedt bis Eupen wurde bisher nicht umgesetzt.
Im Jahr 2021 wurde der Bahnhof und der Bahnsteig 1 renoviert und mit einem zweiten Bahnsteig erweitert. 2025 sollen nun die Bahnsteige erhöht sowie eine Unterführung mit Fahrstuhl gebaut werden, um die Anlage barrierefrei zu gestalten.
| Linie | Verlauf | Takt Mo–Fr | Takt Sa, So |
| ----- | --- | ---------- | ----------- |
| IC 01 | Eupen – Welkenrath – Verviers-Central – Lüttich-Guillemins – Löwen – Brüssel-Nord – Brüssel-Central – Brüssel-Süd – Gent-Sint-Pieters – Brügge – Ostende | 60 min     | 60 min      |

### Bahnhof Raeren

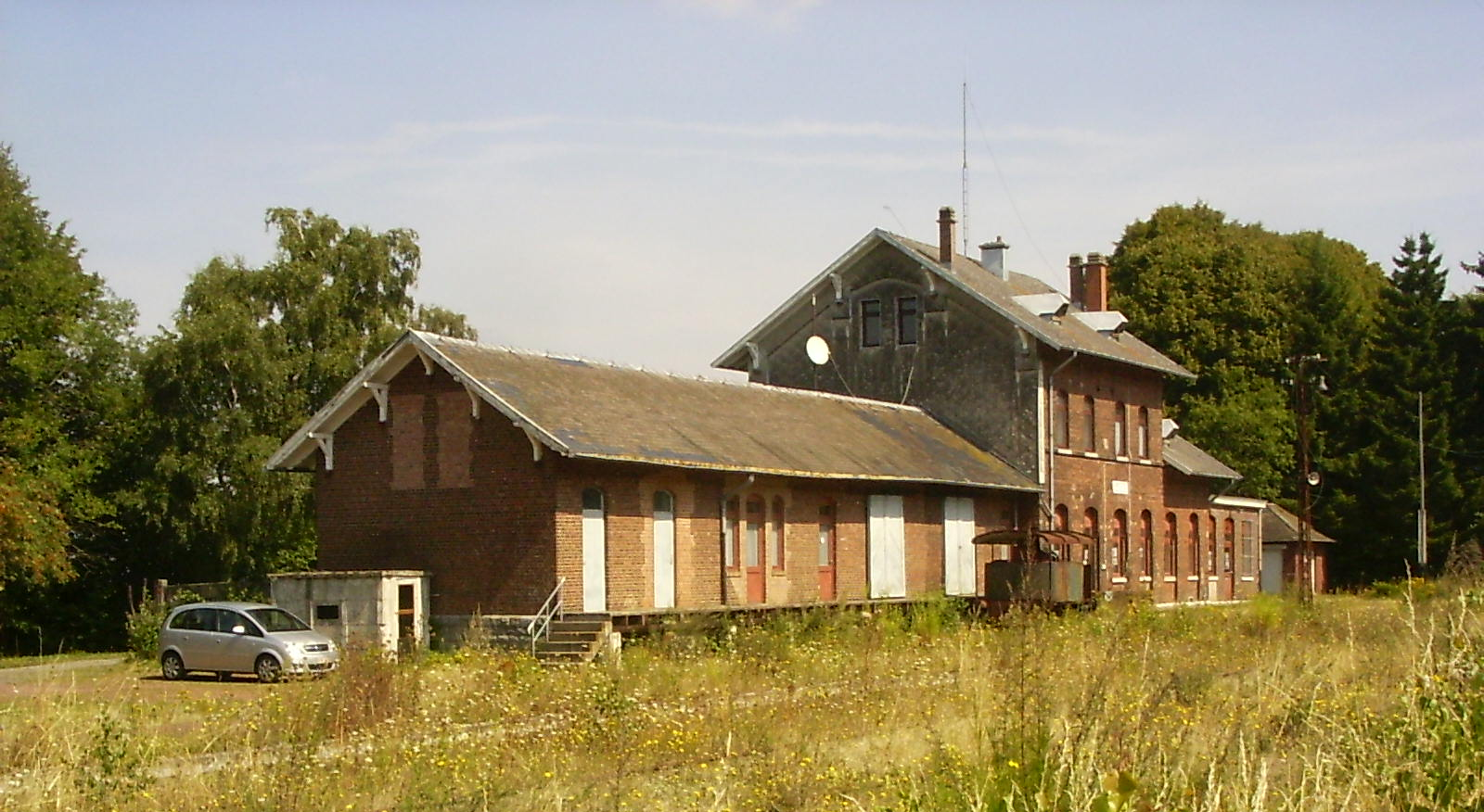
Empfangsgebäude von Raeren
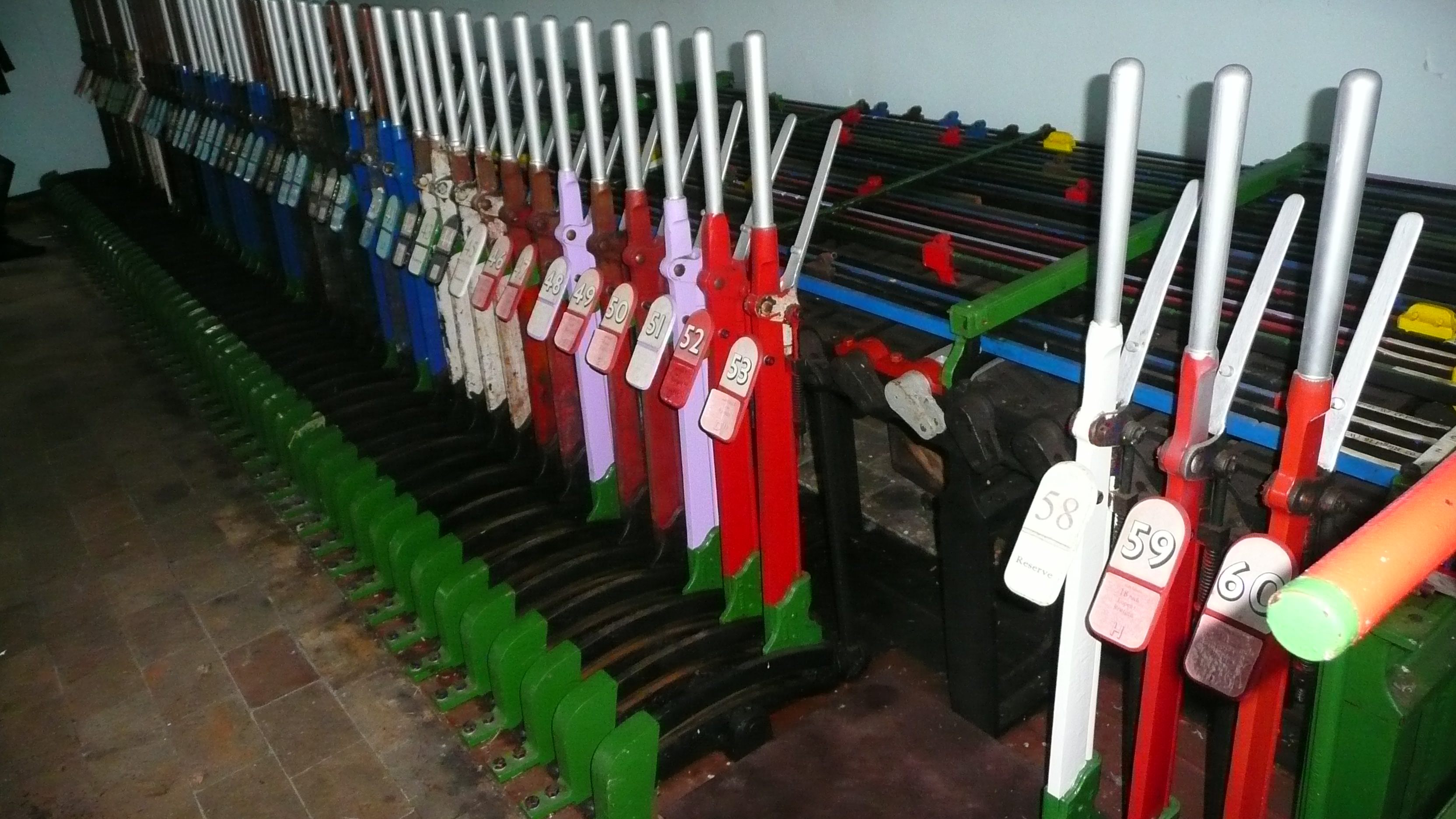
Hebelbank im Stellwerk der Bauart Saxby
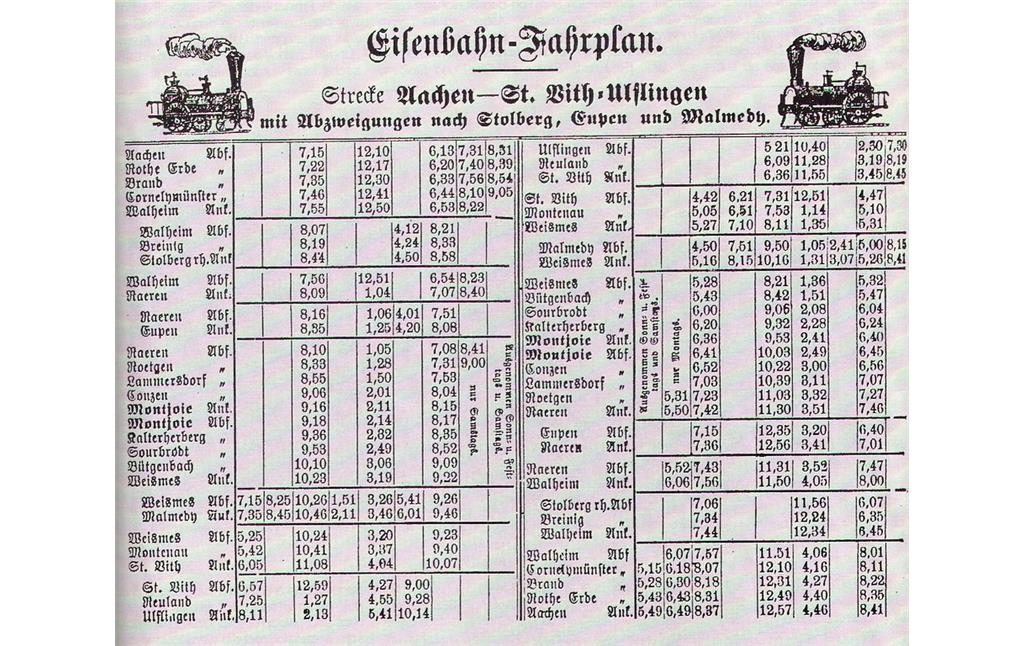
Fahrplan um 1890 in historischer 12-Stunden-Zählung, Umsteigen nach Eupen bzw. Stolberg
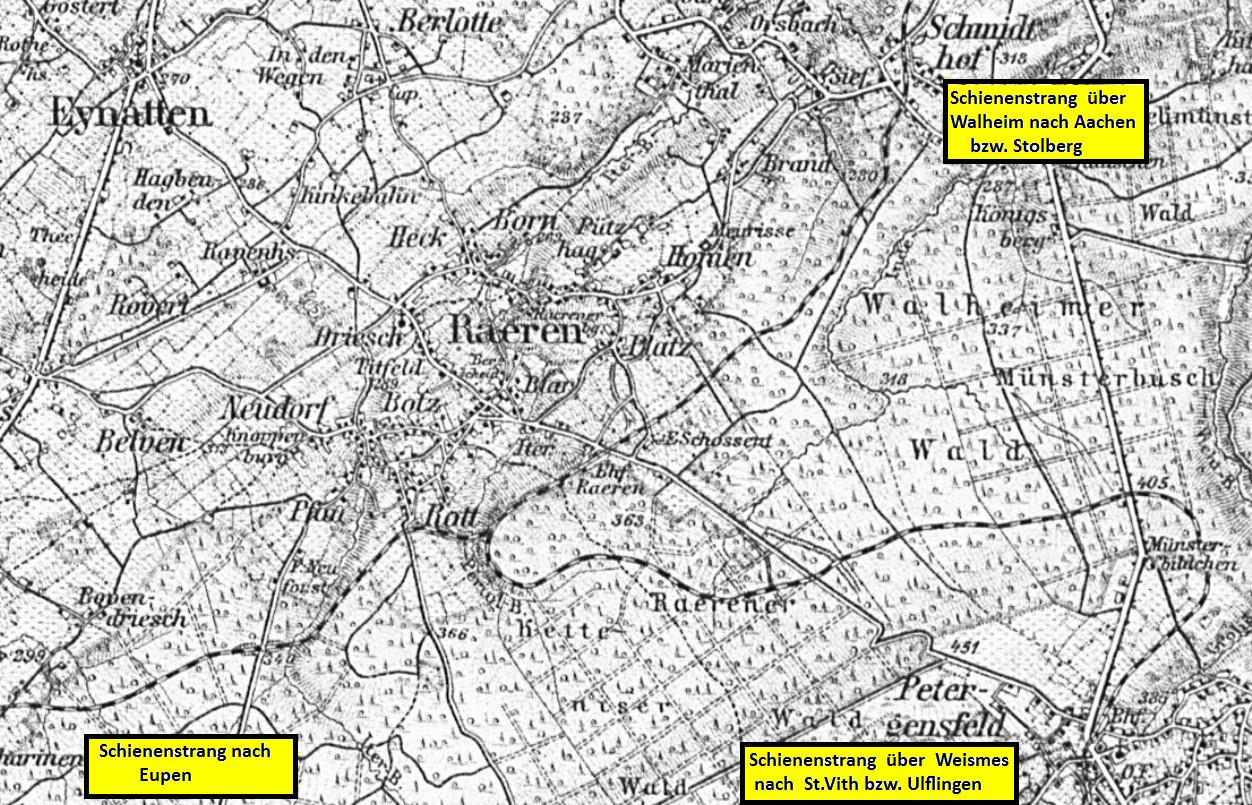
Eisenbahnverbindungen Bf.Raeren

Der Bahnhof Raeren wurde 1885 eröffnet und besaß zu diesem Zeitpunkt eine Verbindung zum Bahnhof Aachen-Rothe Erde über die Vennbahn sowie nach Stolberg. Mit Inkrafttreten des Versailler Vertrags war Raeren ab Februar 1921 der Grenzbahnhof zwischen Belgien und Deutschland. Das Empfangsgebäude ist gemauert und stammt aus der Zeit des Baus der Vennbahn. Es befindet sich heute noch in einem guten Zustand. Ebenfalls existieren zwei mechanische Stellwerke, von denen eines der englischen Bauart Saxby entstammt und eines von Siemens hergestellt wurde. Dieses Saxby-Stellwerk gilt als das letzte betriebsfähige Saxby-Stangenstellwerk auf dem europäischen Festland.
In Raeren gab es auch eine Drehscheibe, diese wurde aber im Jahr 2004 teilweise abgebaut. 2018 erfolgte die Unterstellung unter dem Denkmalschutz.
Auf dem Gelände des Bahnhofs befindet sich eine zweigleisige Werkstatthalle, die im Jahr 1992 erbaut wurde. Ursprünglicher Nutzer war der Verein Vennbahn V.o.E, der sie zur Instandhaltung seines Fahrzeugbestands nutzte. Die Baukosten der Halle von umgerechnet rund 310.000 Euro wurden von der deutschsprachigen Gemeinschaft Belgiens aufgebracht. Nach der Einstellung des Fahrbetriebs und dem Verkauf der Fahrzeuge, wurde die Halle nicht mehr genutzt, sodass es zwischenzeitlich sogar Überlegungen gab, das Gebäude abzubauen und an einem anderen Ort wieder aufzustellen. Schließlich konnte mit dem Lokomotivhändler Rails et Traction ein Mieter gefunden werden, der die Halle zur Aufarbeitung von zum Verkauf stehenden Schienenfahrzeugen nutzt. Mittlerweile nutzen die Eisenbahnfreunde Grenzland e. V. aus Aachen ebenfalls einen Teil der Halle.